# La Sierrita, Chiapas
La Sierrita är en ort i Mexiko.   Den ligger i kommunen Villa Corzo och delstaten Chiapas, i den sydöstra delen av landet, 700 km sydost om huvudstaden Mexico City. La Sierrita ligger 888 meter över havet och antalet invånare är 178.
Terrängen runt La Sierrita är kuperad österut, men västerut är den bergig. La Sierrita ligger nere i en dal. Runt La Sierrita är det ganska glesbefolkat, med 24 invånare per kvadratkilometer. Närmaste större samhälle är Los Ángeles, 16,1 km nordväst om La Sierrita. I omgivningarna runt La Sierrita växer huvudsakligen savannskog.